# Tomás Bakócz
Tomás Bakócz. (en húngaro: Bakócz Tamás) (Ardud, 1442-Estrigonia, 15 de junio de 1521) fue un religioso y estadista húngaro, obispo de Gyor (1490-7) obispo de Eger (1497), cuadragésimo noveno arzobispo de Estrigonia (1497-1521), cardenal (1500-21) y patriarca titular de Constantinopla (1510-21), además de Canciller de Hungría.

## Biografía
Hijo de un fabricante de ruedas de carretas, Tomás fue adoptado por su tío, que lo educó como clérigo y al que sucedió como rector de Tétel (1480). Estudió en Breslau, Ferrara y Padua, doctorándose en Filosofía en Cracovia. Poco después se convirtió en uno de los secretarios del rey Matías Corvino de Hungría, que le convirtió en obispo de Győr y miembro del consejo real (1490). 
En 1490 murió el rey Matías, y la nobleza húngara se dividió en dos facciones, una que apoyaba a Juan Corvino, el hijo ilegítimo del fallecido rey y otra, encabezada por la reina viuda Beatriz de Aragón, que deseaba elegir y coronar a Vladislao Jagellón, el hijo del rey polaco que ya había conseguido ser coronado como rey de Bohemia.
Juan Corvino fue convencido para renunciar al trono y se marchó a las regiones fronterizas del Sur, creyendo que sería compensado con el reino de Bosnia, pero en realidad fue emboscado y expoliado del tesoro real. El polaco fue coronado como rey. Bajo el reinado de Vladislao II de Hungría (1490-1516), Tomás fue obispo de Eger, la más rica de las sedes húngaras, y defendió fervientemente la posición de su rey, intentando mediar - sin mucho éxito - con poderosos nobles húngaros como Lorenzo Újlaki, aún leales a Juan Corvino.
En 1497 se logró que Hipólito de Este de 15 años de edad, el sobrino del fallecido rey Matías renunciase a su cargo de Arzobispo de Esztergom. Hipólito recibió de Tomás Bakócz la diócesis de Eger y le entregó, a cambio, la arquidiócesis de Esztergom. De esta manera, Bakócz se convirtió en el más alto cargo esclesiástico del reino húngaro. Posteriormente fue también nombrado cardenal (1500) y Patriarca Latino de Constantinopla (1510).
Desde la muerte de Matías en 1490, y hasta la suya propia en 1521, Bakócz fue el más notable estadista de Hungría y el principal responsable de su política exterior. Gracias a sus esfuerzos Hungría no se unió a la Liga de Cambrai, mantuvo la paz con Venecia, y formó una alianza dinástica con los Habsburgo. También fue el único prelado magiar que aspiró en serio al trono papal. En 1513, a la muerte de Julio II, se trasladó a Roma para el cónclave, con la manifiesta intención de ser elegido Papa. Recibido con pompa principesca, su habilidad política, unida a sus cuantiosos sobornos, estuvo a punto de lograr su objetivo. Sin embargo, Venecia y el emperador Maximiliano le traicionaron, y el elegido fue el Médici León X, hijo de Lorenzo el Magnífico.
De vuelta a Hungría, en calidad de legado papal, llevó consigo una bula proclamando la cruzada contra los turcos. Sin embargo, la proyectada cruzada degeneró en una gran revuelta servil encabezada por György Dózsa, que devastó el reino y desacreditó por completo a Bakócz. La represión de la revolución campesina encumbró a dos ambiciosos nobles húngaros: el conde Juan de Zápolya y el conde Esteban Báthory. La muerte del rey Vladislao redujo aún más su influencia, aunque siguió siendo una figura rectora en la Corte de Luis II de Hungría, hasta que la edad y la enfermedad le confinaron en su casa durante sus tres últimos años de vida. 
Bakócz y su familia fueron enterrados en una capilla separada en la Basílica de Esztergom, obra maestra del renacimiento húngaro.
| Predecesor: Ippolito d'Este | Arzobispo de Esztergom 1497-1521             | Sucesor: Jorge Szatmári |
| Predecesor: Marco Cornaro   | Patriarca Latino de Constantinopla 1507-1521 | Sucesor: Marco Cornaro  |